# 天伯町
天伯町（てんぱくちょう）は、愛知県豊橋市の地名。

## 地理
豊橋市南部に位置する。東は東七根町・豊栄町・東高田町、西は畑ケ田町、南は野依町・西七根町、北は浜道町・高田町に接する。

### 河川
- 浜田川[1]
- 梅田川[1]
- 八田平川[1]
- 坪口川[1]
- 大穴池[1]
- 椎ノ木上池[1]

### 字一覧
- 泉（いずみ）[WEB 5]
- 梅ヶ丘（うめがおか）[WEB 5]
- 梅田（うめだ）[WEB 5]
- 柿ノ木（かきのき）[WEB 5]
- 春日野（かすがの）[WEB 5]
- 川向（かわむこう）[WEB 5]
- 三和（さんわ）[WEB 5]
- 新山田（しんやまだ）[WEB 5]
- 高田山（たかだやま）[WEB 5]
- 天伯（てんぱく）[WEB 5]
- 豊受（とようけ）[WEB 5]
- 中里（なかざと）[WEB 5]
- 西沢（にしざわ）[WEB 5]
- 西天伯（にしてんぱく）[WEB 5]
- 西雲雀ヶ丘（にしひばりがおか）[WEB 5]
- 東沢（ひがしざわ）[WEB 5]
- 東谷（ひがしたに）[WEB 5]
- 東天伯（ひがしてんぱく）[WEB 5]
- 雲雀ヶ丘（ひばりがおか）[WEB 5]
- 富士見（ふじみ）[WEB 5]
- 三ツ山（みつやま）[WEB 5]
- 美吉（みよし）[WEB 5]
- 六ツ美（むつみ）[WEB 5]
- 八田平（やたひら）[WEB 5]
- 豊（ゆたか）[WEB 5]
- 竜ヶ丘（りゅうがおか）[WEB 5]

## 歴史

### 人口の変遷
国勢調査による人口および世帯数の推移。
| 1995年（平成7年）  | 1093世帯 4086人 |  |
| 2000年（平成12年） | 1338世帯 4386人 |  |
| 2005年（平成17年） | 1472世帯 4659人 |  |
| 2010年（平成22年） | 1588世帯 4737人 |  |
| 2015年（平成27年） | 1566世帯 4700人 |  |

### 沿革
- 1932年（昭和7年） - 高師村大字高師の一部により、豊橋市天伯町が成立[2]。
- 1959年（昭和34年） - 一部が野依町に編入される[2]。
- 1962年（昭和37年） - 一部が東高田町に編入され、野依町・寺沢町・東七根町の各一部を編入し、西七根町・畑ケ田町・藤並町・高田町とそれぞれ境界変更を実施する[2]。

## 交通
- 愛知県道東七根藤並線[1]
- 愛知県道小松原小池線[1]

## 施設
- 天伯団地[1]
- 豊橋市天伯校区市民館[1]
- 豊橋市立天伯小学校[1]
- 天伯保育園[1]
- 豊橋技術科学大学[1]
- 豊橋市開拓農協天伯支所[1]
- 曹洞宗勢徳寺[1]
- 西光寺天伯別院[1]
- 天伯神社[1]
- 秋葉神社[1]

### WEB
1. ↑  “愛知県豊橋市の町丁・字一覧”.   人口統計ラボ. 2023年4月13日閲覧。
2. ↑  総務省統計局 (2017年1月27日). “平成27年国勢調査の調査結果(e-Stat) - 男女別人口及び世帯数 －町丁・字等” (CSV). 2021年7月21日閲覧。
3. ↑  “愛知県豊橋市の郵便番号一覧”.   日本郵便. 2023年4月13日閲覧。
4. ↑  “市外局番の一覧” (PDF).   総務省 (2022年3月1日). 2022年3月22日閲覧。
5. 1 2 3 4 5 6 7 8 9 10 11 12 13 14 15 16 17 18 19 20 21 22 23 24 25 26  “愛知県豊橋市 住所一覧から地図を検索”.   ONE COMPATH. 2023年8月17日閲覧。
6. ↑  総務省統計局 (2014年3月28日). “平成7年国勢調査の調査結果(e-Stat) - 男女別人口及び世帯数 －町丁・字等” (CSV). 2021年7月20日閲覧。
7. ↑  総務省統計局 (2014年5月30日). “平成12年国勢調査の調査結果(e-Stat) - 男女別人口及び世帯数 －町丁・字等” (CSV). 2021年7月20日閲覧。
8. ↑  総務省統計局 (2014年6月27日). “平成17年国勢調査の調査結果(e-Stat) - 男女別人口及び世帯数 －町丁・字等” (CSV). 2021年7月21日閲覧。
9. ↑  総務省統計局 (2012年1月20日). “平成22年国勢調査の調査結果(e-Stat) - 男女別人口及び世帯数 －町丁・字等” (CSV). 2021年7月21日閲覧。
10. ↑  総務省統計局 (2017年1月27日). “平成27年国勢調査の調査結果(e-Stat) - 男女別人口及び世帯数 －町丁・字等” (CSV). 2021年7月21日閲覧。

### 書籍
1. 1 2 3 4 5 6 7 8 9 10 11 12 13 14 15 16 17 18 19 20  「角川日本地名大辞典」編纂委員会 1989, p. 1790.
2. 1 2 3  「角川日本地名大辞典」編纂委員会 1989, p. 866.